# Estácio de Sá
Estácio de Sá (Portugal, c. 1520 - Río de Janeiro, 1567) fue un militar portugués que participó en la colonización portuguesa de Brasil. En 1565, fundó la ciudad de São Sebastião do Rio de Janeiro a orillas de la bahía de Guanabara.

## Biografía
De Sá llegó a Salvador de Bahía en 1563, con la misión de expulsar definitivamente a los franceses que estaban establecidos en la bahía de Guanabara, y fundar una ciudad en lugar del enclave francés llamado Francia Antártica. Debido a las dificultades del inicio de la colonización, hasta 1565 Sá no consiguió reunir una fuerza de ataque suficientemente grande como para cumplir su misión, gracias al apoyo de la Capitanía de São Vicente y el auxilio de los jesuitas.
El 1 de marzo de 1565, fundó São Sebastião do Rio de Janeiro, en un terreno llano entre el cerro Cara de Cão (cara de perro) y el cerro Pan de azúcar, su base de operaciones.
Sostuvo enfrentamientos contra los franceses y sus aliados nativos durante más de dos años. Con refuerzos adicionales recibidos de la escuadra mandada por Cristóvão de Barros y su tío Mem de Sá (principalmente indígenas movilizados por los jesuitas Anchieta y Nóbrega); De Sá se lanzó al ataque el 20 de enero de 1567, combatiendo en Uruçu-mirim (actual Flamengo) y Paranapuã (actual Isla del Gobernador). Un mes después (20 de febrero), De Sá murió en combate, mortalmente herido por una flecha.